# کارگی‌پیناری
کارگی‌پیناری (به ترکی استانبولی: Kargıpınarı) شهری است در کشور ترکیه که در استان مرسین واقع شده‌است. جمعیت این شهر بر اساس سرشماری سال ۲۰۰۸ میلادی ۱۱٬۵۹۰ نفر و بر اساس برآوردهای سال ۲۰۰۹ میلادی ۱۱٬۵۵۹ نفر می‌باشد.